# Millettia exauriculata
Millettia exauriculata är en ärtväxtart som beskrevs av Lucien Leon Hauman. Millettia exauriculata ingår i släktet Millettia och familjen ärtväxter. Inga underarter finns listade i Catalogue of Life.